# Urophonius martinezi
Espèce
Urophonius martinezi est une espèce de scorpions de la famille des Bothriuridae.

## Distribution
Cette espèce est endémique de la province de Chubut en Argentine. Elle se rencontre vers la péninsule Valdés.

## Description
Le mâle holotype mesure 32,24 mm et la femelle paratype 33,23 mm, les mâles mesurent de 28,50 à 36 mm et les femelles de 29 à 39 mm.

## Étymologie
Cette espèce est nommée en l'honneur de l'entomologiste argentin Juan José Martínez.

## Publication originale
- Ojanguren-Affilastro & Cheli, 2009 : New data on the genus Urophonius in Patagonia with a description of a new species of the exochus group (Scorpiones: Bothriuridae). The Journal of Arachnology, vol. 37, no 3, p. 346–356 (texte intégral).